# NGC 6267
NGC 6267 este o galaxie situată în constelația Hercule. A fost descoperită în 15 mai 1784 de către William Herschel. Se află la o distanță de 38,02 de megaparseci de Pământ.